# Mesquita Blava (Yerevan)
|  | Aquest article tracta sobre la Mesquita Blava de Yerevan. Si cerqueu la Mesquita Blava d'Istanbul, vegeu «Mesquita Blava». |

La Mesquita Blava (armeni: Կապույտ մզկիթ; persa: مسجد کبود; àzeri: Goy məscid) és una mesquita de Yerevan, Armènia.

## Noms
Els visitants occidentals del període rus, com ara HFB Lynch i Luigi Villari, es referien a la mesquita com a Gök Jami (Gok Djami), que es tradueix del turc com a ‘mesquita blau cel’.  Es coneix com a Kapuyt mzkit’ ‘Mesquita Blava’ en armeni, tot i que de vegades també s'utilitza Gyoy mzkit’.  Es coneix en persa com a Masjid-i Juma ‘mesquita del divendres’ o Jami-i Shahr ‘mesquita aljama de la ciutat’. 

## Història

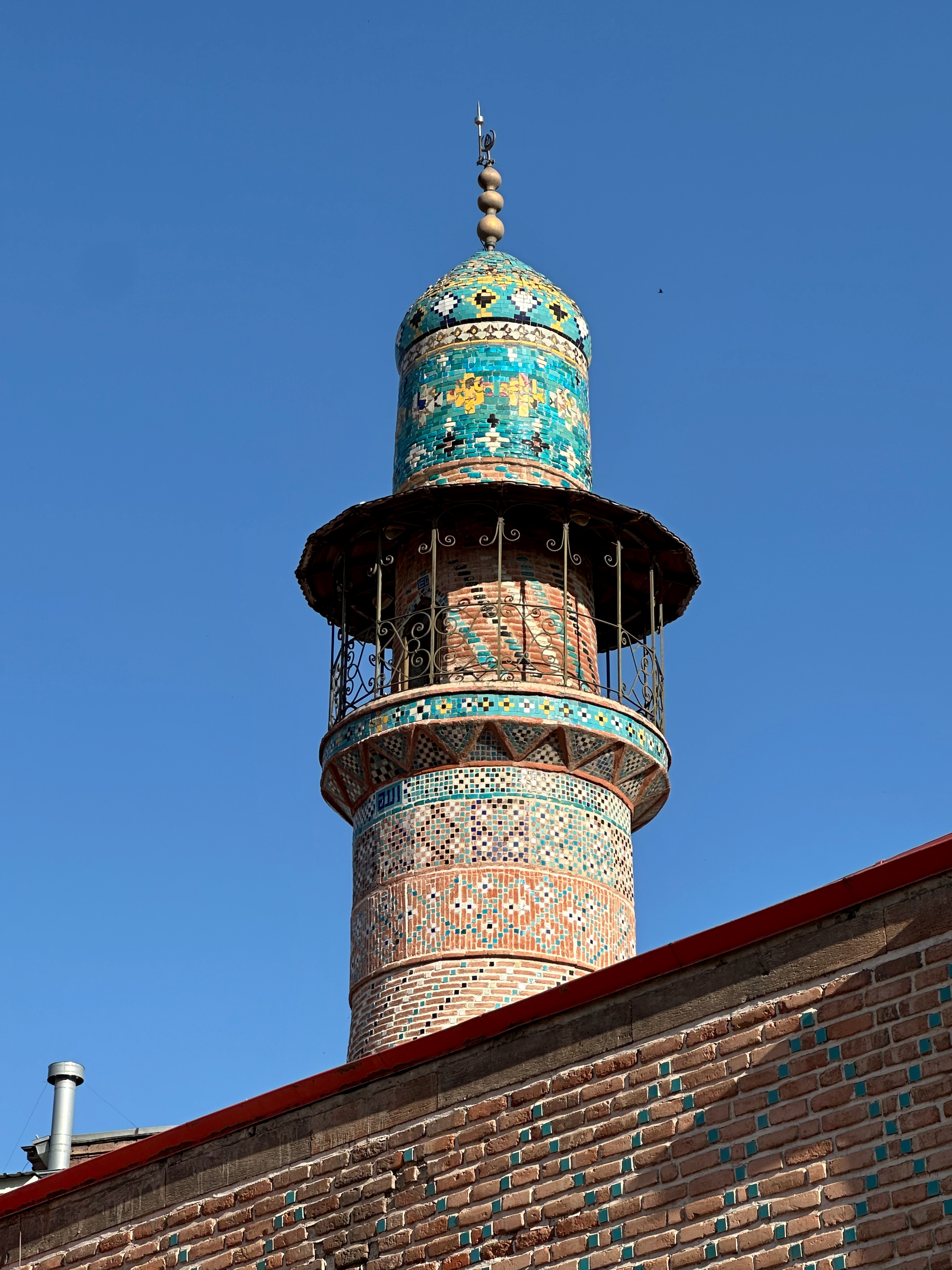
Minaret

Va ser construïda a 1766 durant el regnat de Hussayn Alí-Khan, kan de Yerevan —i per això també se la coneix com «la mesquita de Hussayn»— i va ser una de les vuit mesquites de Yerevan abans de la sovietització. Prestava serveis a la gran comunitat musulmana de Yerevan (que consistia principalment en població d'origen àzeri que van fugir d'Armènia entre 1988 i 1991 com a resultat de la guerra de Nagorno-Karabakh).

### Període d'independència
A finals dels anys vuitanta, durant el conflicte del Nagorno-Karabakh, la mesquita no va patir cap dany perquè era considerada persa i no pas àzeri, i acollia el museu d'història de la ciutat.

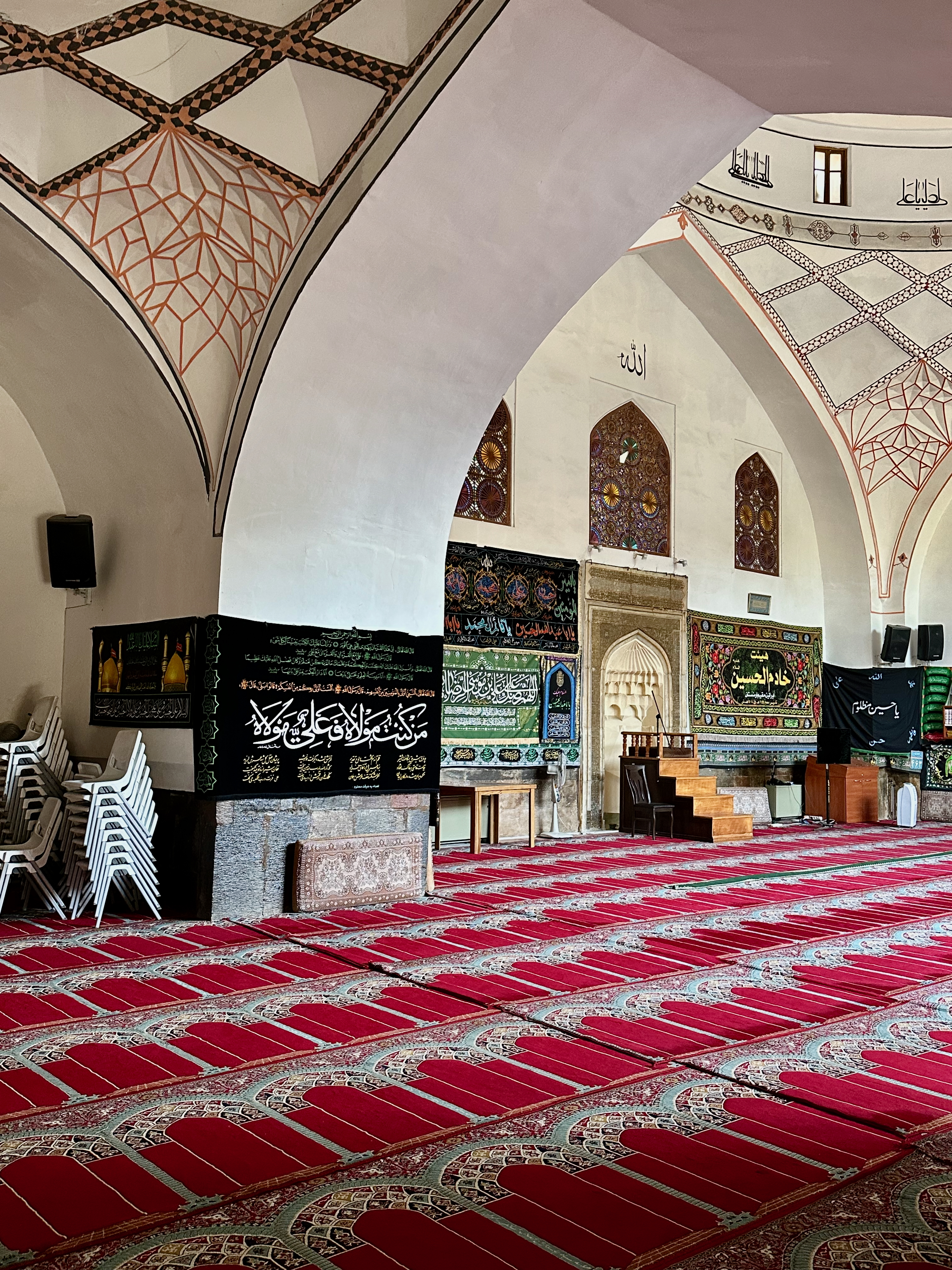
Interior

El febrer de 1991, es va arribar a un acord preliminar entre les autoritats de la ciutat i una delegació iraniana per restaurar la mesquita. Entre el 1994 i el 1998, la mesquita va ser sotmesa a una renovació important. El 13 d'octubre de 1995, les autoritats de la ciutat van transferir oficialment el dret d'ús de la mesquita a l'Iran. El govern iranià va assignar prop de mil milions de rial iranians (més d'1 milió de dòlars) per als treballs de restauració. La mesquita es va reobrir com a institució religiosa el 1996. Brady Kiesling va descriure la restauració com a estructuralment necessària però estèticament ambigua.
Una altra reconstrucció es va dur a terme entre el 2009 i el 2011.

## Descripció
Es compon de 28 salons, una biblioteca, una sala d'oració principal i un pati, i ocupa uns 7.000 metres quadrats de terreny. Originalment tenia quatre minarets de 24 metres d'alçada, però, tres d'ells es van demolir el 1952, quan van ser prohibits els serveis religiosos a la Mesquita Blava, i l'edifici va ser convertit en un planetari per raó de la política secularista imposada pel govern soviètic. Entre 1995 i 2006, la mesquita va ser renovada amb un gran finançament dels musulmans iranians i dels serveis religiosos en el poder.